# Юность (дворец спорта, Челябинск)

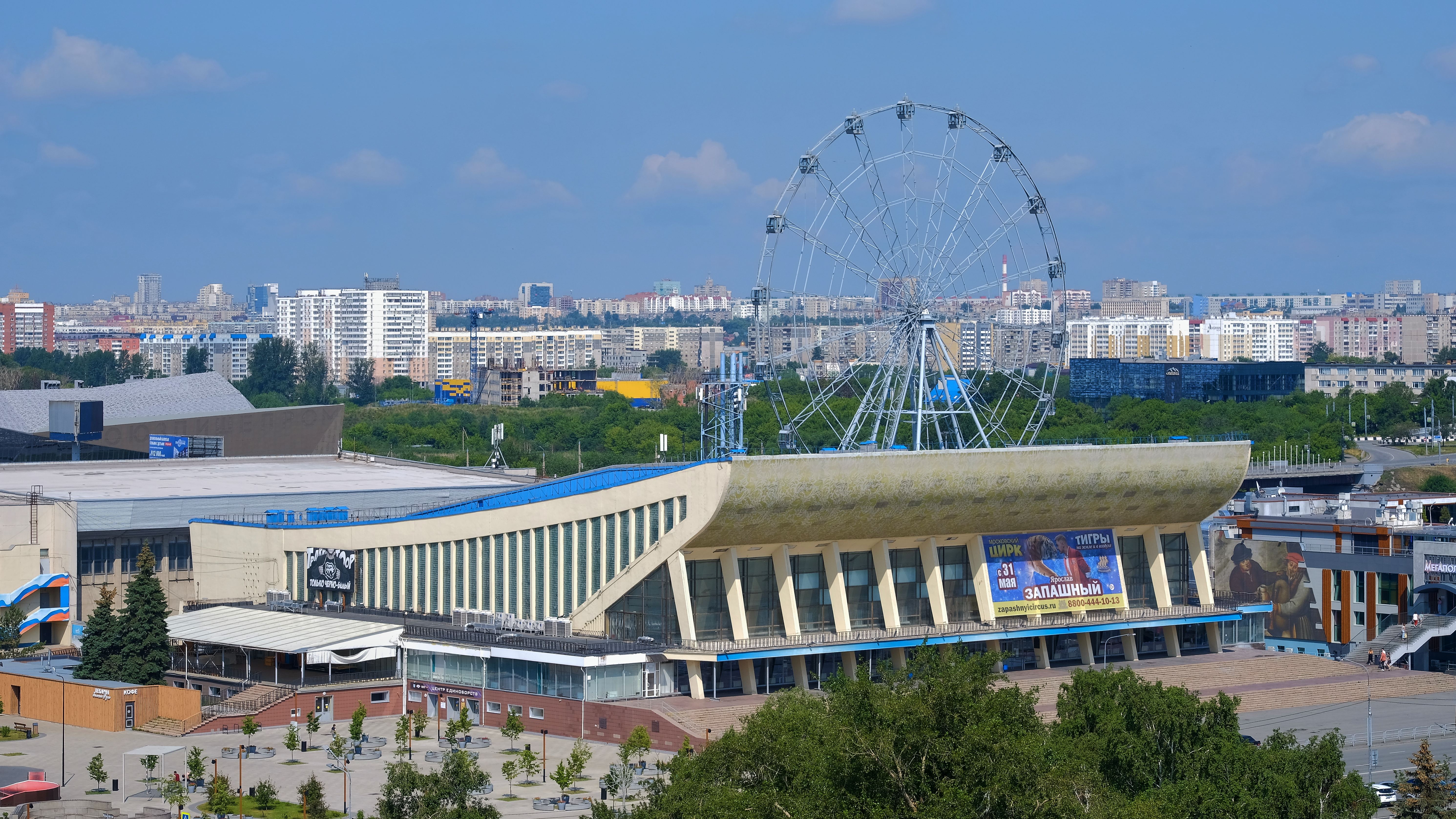
Вид на здание из гостиницы «Малахит»

Дворец спорта «Юность» в Челябинске расположен по адресу Свердловский проспект, 51.
Дворец был построен в 1967 году по переработанному проекту дворца спорта в Минске. До 2009 года здесь выступала челябинская хоккейная команда «Трактор». Начиная с сезона 2012/2013 здесь выступает команда ВХЛ «Челмет».
На территории дворца функционируют детские спортивные школы по хоккею и фигурному катанию. Нередко дворец используется для организации концертов и различных выставок. За первые 20 лет с момента открытия дворца прошедшие в нём мероприятия посетили более 15 млн зрителей.

## История

### История здания
Дворец спорта «Юность» сооружён в 1967 году по проекту «Спортивный и киноконцертный зал на 6000 мест» («Белгоспроект», арх. С. Филимонов, В. Коржевский, В. Малышев), который был разработан и первоначально осуществлён в Минске. Проектирование в Челябинске вели специалисты Челябинскгражданпроекта, руководитель мастерской Ю. П. Данилов, главный архитектор проекта Т. М. Эрвальд. В разработке проектной документации участвовали все специалисты мастерской. Строительство вели тресты «Челябинскгражданстрой» и «Челябметаллургстрой».
Окончательно проект постройки был утверждён в Москве в августе 1965 года. По традиции было решено скопировать уже существующий проект, в результате выбора, проведённого челябинскими архитекторами, было решено остановиться на проекте Минского дворца спорта.
Внешний облик здания Дворца спорта в Челябинске, соответствуя минскому проекту, отличается посадкой на высокий стилобат, динамичной формой закруглённого козырька с большим выносом. Расчёты сборных железобетонных конструкций, использованных при изменении проекта, были выполнены группой преподавателей и аспирантов ЧПИ под руководством А. А. Оатула.
Для того чтобы на низком и заболоченном берегу реки Миасс построить такое массивное здание, была применена следующая технология: вся строительная площадка и прилегающая территория подлежала изменению, была отсыпана трёхметровым слоем песка. Для таких колоссальных работ было предпринято довольно изящное решение — в Миасс вошёл земснаряд, который со дна реки намывал песок и именно этим песком отсыпалась вся строительная площадка. Сделали два дела: провели углубительные работы на реке и подготовили площадку под строительство.
В Челябинске работы по возведению дворца начались в сентябре 1966 года, а 3 ноября 1967 года был торжественно открыт. Первыми его посетителями стали строители, именно для них в этот день был устроен приём, на котором выступали лучшие творческие коллективы Челябинска.
Копирование Минского дворца получилось настолько удачным, что проект был скопирован в Волгограде и Вильнюсе.
В 1983 к «Юности» пристроен универсальный спортивный тренировочный зал (арх. Ю. А. Мотов и Л. В. Онищенко, ГИП — В. П. Морозов), главным фасадом выходящий на Свердловский проспект и связанный с помещениями Дворца спорта тёплым переходом.
В 1986 выполнен капитальный ремонт комплекса архитектор Данилов, ГИП — Н. Г. Виницкая. Обновлена штукатурка фасада, цокольный этаж облицован тёмным полированным гранитом, на окнах установлены решётки каслинского литья, в отделке зрительного зала и фойе использованы алюминий, белый мрамор, ценные породы дерева.
Во Дворце спорта «Юность» функционируют две арены с искусственным льдом, 6 специализированных спортивных залов. Вместимость: главная арена — 4000 человек — спортивный вариант; 5001 человек — концертный вариант; малая арена — 1500 человек.

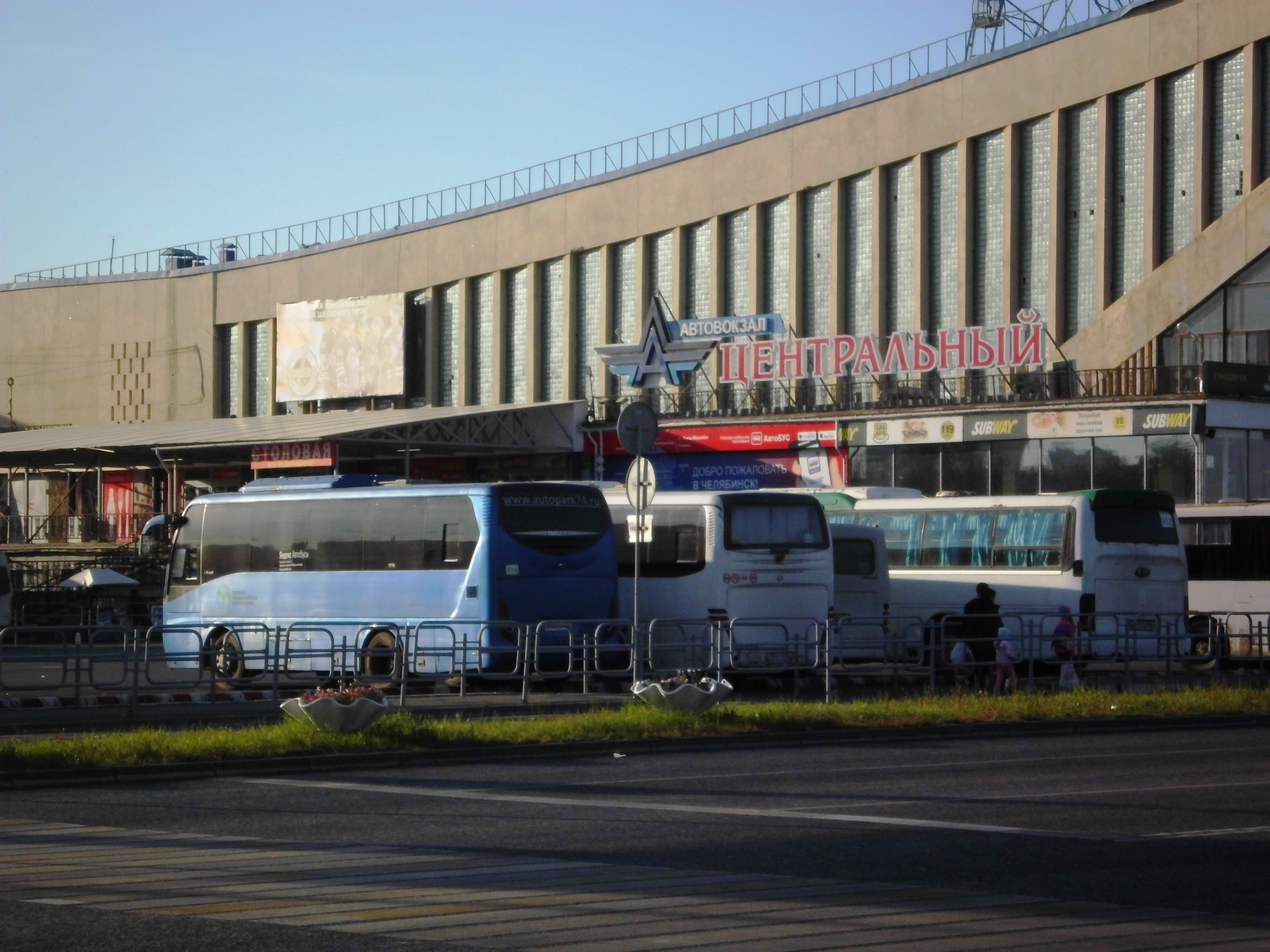
Центральный автовокзал с южной стороны здания дворца спорта

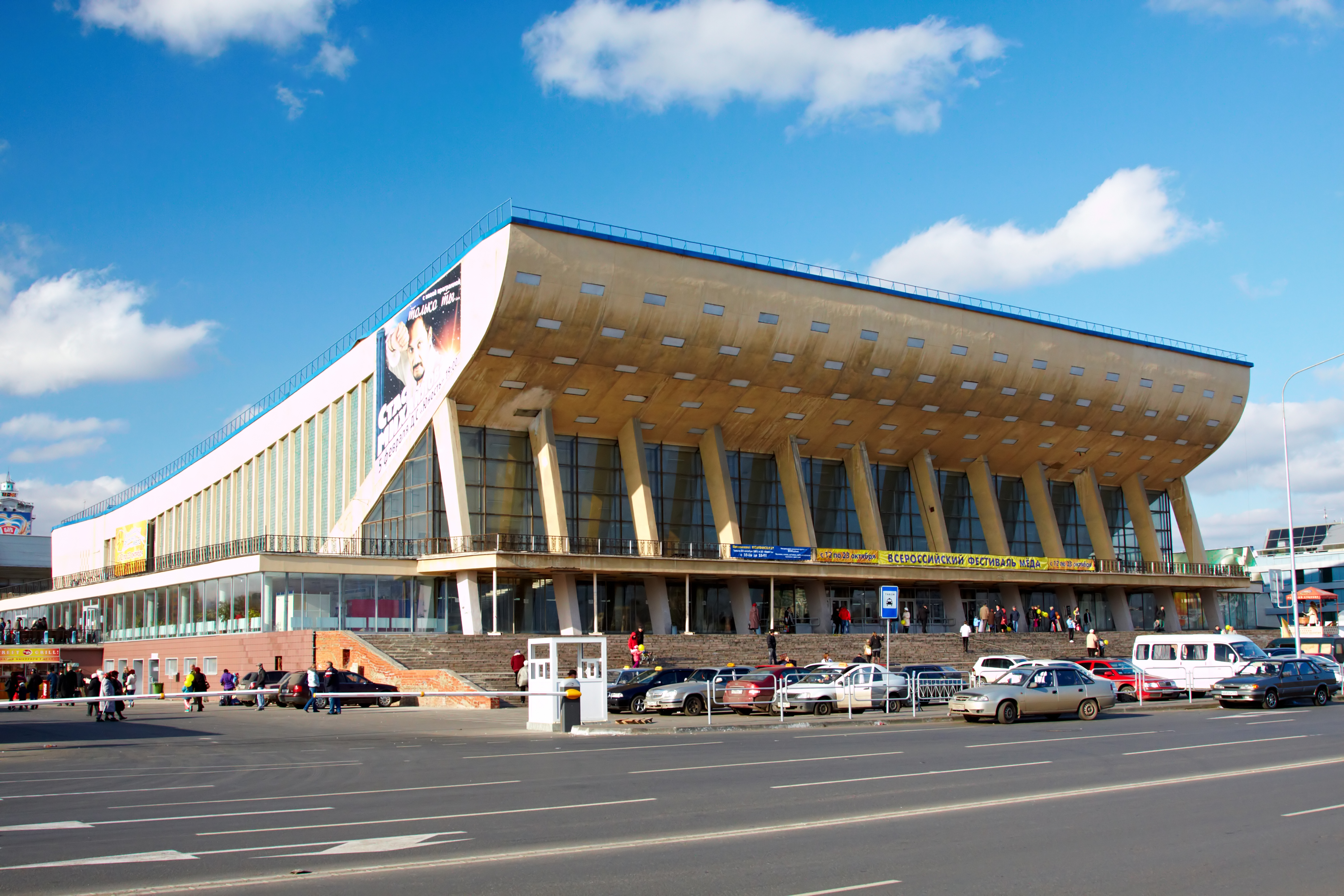
Слева — въезд на Центральный автовокзал, огороженный шлагбаумами, и вход в автовокзал (на цокольном этаже здания)

В 2011—2021 годах часть помещений дворца спорта занимал автовокзал «ДС „Юность“» (в некоторых источниках «Центральный» или «Северный»). Автовокзал был создан путём переноса существовавших ранее автовокзалов «Северный» на улице Кыштымской (у «Торгового центра») и «Южный» располагавшийся в части помещений железнодорожного вокзала станции Челябинск-Главный. Впоследствии автовокзал «Южный» был воссоздан у железнодорожного вокзала как «Южные ворота» в здании ТК «Синегорье», а автовокзал «Северные ворота» создан в Металлургическом районе города возле ТК «Орбита», автовокзал в ДС «Юность» назван «Центральным». В июле 2019 года исполняющим обязанности главы города Челябинска Котовой Н. П. поднят вопрос о целесообразности существования автовокзала в здании дворца спорта, одним из мест переноса автовокзала рассматривается территория занимаемая строительным рынком «Перекрёсток», на пересечении Свердловского проспекта и улицы Братьев Кашириных, что недалеко от прежнего места расположения автовокзала «Северный». Автовокзал обслуживает междугородние, международные и часть пригородных пассажирских перевозок.
В ноябре 2020 года было региональными властями решено о закрытии автовокзала «Центральный» (у ДК «Юность») и в 2021 году начат перенос рейсов на автовокзалы «Южные ворота» (в ТК «Синегорье», возле ж/д вокзала), «Северные ворота» (у ТК «Орбита», на ЧМЗ), автостанцию «Южная» (возле ЧОКБ № 1). Автовокзал закрыт с 15 мая 2021 года.

### Мероприятия
За более чем 40-летнюю историю Дворец спорта стал ведущим центром спортивной, оздоровительной и физкультурно-массовой работы среди населения города Челябинска. На его площадках тренируются свыше 2000 спортсменов по пяти видам спорта.
На базе «Юности» работают три спортивные детские школы: по фигурному катанию на коньках «Тодес», по хоккею с шайбой имени двукратного олимпийского чемпиона Сергея Макарова, по танцевальному спорту «Вероника».
Со дня открытия дворца и до 2008 года включительно «Юность» являлась базовой площадкой хоккейной команды «Трактор». На люду дворца проводились календарные хоккейные матчи Чемпионатов СССР, России, КХЛ с участием команды «Трактор», а также учебно-тренировочные занятия.
В «Юности» тренировались и проводили свои календарные матчи хоккейные команды: «Металлург» (Челябинск), студенческая команда «Политехник», «Сталь» (г. Аша), команды Озёрска, Трёхгорного и других городов Челябинской области.
Лёд дворца неоднократно принимал участников всесоюзных, всероссийских и региональных финалов Клуба «Золотая шайба», ежегодно проводится детский турнир памяти организатора и основателя клуба «Золотая шайба» в Челябинске Х. П. Иванова, турниры, посвящённые памяти погибших хоккеистов под Ашой, а также первенства России, области, города по хоккею с шайбой среди спортивных школ. Существуют турниры на призы самого Дворца спорта «Юность» среди любительских команд.
В центральном фойе создан стенд прославленных тренеров и хоккеистов Челябинска.
Дворец спорта «Юность», кроме хоккеистов, принимал у себя Чемпионат и Кубки СССР, России по фигурному катанию на коньках с участием прославленных звёзд фигурного катания, таких как Белоусова — Протопопов, Пахомова — Горшков, Роднина — Зайцев, Бестемьянова — Букин, Четверухин, Волков, Фадеев, Водорезова, Плющенко и другие имена можно перечислять бесконечно.
Здесь ежегодно проводятся открытые Первенства УрФО, области, города на призы Дворца спорта «Юность» с участием юных фигуристов, неоднократно проводились всероссийские соревнования «Олимпийские надежды», «Кубок Урала».
Чемпионаты СССР, а затем и России по гандболу, волейболу, баскетболу, спортивной гимнастике, дзюдо, тхэквондо, боксу, тайскому боксу, кик-боксингу, первенство мира по гандболу среди студентов. Местом всех этих состязаний так же становился дворец спорта «Юность». На турнирах по вольной борьбе, посвящённых памяти лётчика-космонавта Комарова, всегда присутствовали космонавты (Титов, Хрунов, Береговой).
Регулярными стали конкурсные соревнования по спортивным бальным танцам на кубок главы города и губернатора Челябинской области, турнир «Вальс Победы». Каждый год проходит Кубок России по брейк-дансу и хип-хопу.
Летом 2005 года в Челябинской области проходила II летняя Спартакиада учащихся России. Дворец спорта «Юность» принимал у себя спортивную, художественную гимнастики и акробатику.
Зимой 2008 года прошло открытие I Зимней Спартакиады молодёжи России, а затем соревновались лучшие команды страны по кёрлингу, хоккею с шайбой, шорт-треку, фигурному катанию.
Управление по делам молодёжи проводит в «Юности» финалы конкурса «Весна студенческая» и фестиваль команд КВН «Снежные буераки».
Выставочные центры «Южуралэкспо» и «Восточные ворота» проводят в стенах дворца региональные, всероссийские и международные выставки по различной тематике.
Союз крестьянских и фермерских хозяйств и сельскохозяйственных кооперативов Челябинской области проводит во дворце осеннюю, предновогоднюю, весеннюю ярмарки-продажи товаров народного потребления. Так что жизнь дворца многогранна. Особое место в ней — проведение в «Юности» крупных концертных и культурных мероприятий. За свою историю Дворец спорта «Юность» провёл большое количество зрелищных мероприятий.

### Руководители дворца спорта
В разные годы «Юностью» руководили:
- с 1967 года по 1996 год — Ромаровский Павел Яковлевич.
- С 1996 года по 2000 год — Винницкий Марк Моисеевич.
- С ноября 2000 года по сентябрь 2008 года — Валицкий Исаак Михайлович.
- С сентября 2008 года по 2011 год — Клименко Владимир Фёдорович.
- С мая 2011 года по июнь 2020 года — Беркович Михаил Феликсович.
- С июня 2020 года по настоящее время — Иванов Евгений Викторович.